# 座禅三昧経
座禅三昧経は、鳩摩羅什によって漢訳された、彼による大乗の禅経の代表作である。
「初めて禅の修行をする人は、仏像をよく見て、静かなところにかえり、仏の相好（そうごう）を観ぜよ」と勧める。
ここで「仏像をよく見」る事を観像といい、「静かなところにかえり、仏の相好を観ずる」事を観仏という。